# 石橋十二郎
石橋 十二郎（いしばし じゅうじろう、生没年不詳）は、日本の博労、地主。

## 人物
大阪府中河内郡矢田村大字富田（現・大阪市東住吉区矢田）の人である。1902年（明治35年）に富田部落で博労地主や履物問屋に指導され共同浴場の建設が行われたが、「村方十二人衆」の石橋はその出資者の1人である。
合資会社中河内郡常設家畜市場出資社員（代表）、合資会社三木商店有限責任社員である。